# 拉萬河
拉萬河（俄语：Равань），是俄羅斯的河流，位於該國西北部，流經列寧格勒州和諾夫哥羅德州，屬於季戈達河的右支流，河道全長76公里，流域面積533平方公里。